# Gustav von Münster-Meinhövel
Gustav Maximilian Ludwig Unico Graf zu Münster-Meinhövel, Freiherr von Schade (* 16. August 1782 in Osnabrück; † 6. November 1839 in Bern), war ein preußischer Generalmajor sowie Erbherr auf Schwartow (Landkreis Lauenburg i. Pom.).

## Leben

### Herkunft
Er war der Sohn von Georg Werner August Dietrich von Münster (1751–1802) und dessen Ehefrau Luise Friederike Wilhelmine, geborene von der Schulenburg (* 2. Dezember 1764; † 28. April 1786) aus dem Haus Hohenwarsleben. Sein Vater war Erbmarschall des Hochstifts Herford, königlich dänischer wirklicher Geheimer Rat, Kammerherr und Gutsbesitzer.

### Militärkarriere
Münster-Meinhövel wurde am 7. Dezember 1803 Souslieutenant in kursächsischen Diensten bei der Garde du Corps, am 19. September 1805 wurde er Premierleutnant, aber bereits am 6. November 1805 nahm er seinen Abschied aus sächsischen Diensten. Er wechselte in preußische Dienste, wo er als dritter Sekondeleutnant mit Patent zum 2. Februar 1803 in das neuerrichtete Dragonerregiment „von Wobeser“ kam. Während des Vierten Koalitionskrieges kämpfte er im Gefecht bei Nordhausen, bevor er bei der Kapitulation bei Prenzlau in Gefangenschaft ging. Er blieb auf freiem Fuß und durfte nach Memel gehen. Am 12. März 1807 erhielt er 400 Taler, um seine Ausrüstung wieder in Stand zu setzen. Am 1. Mai 1807 wurde er dann ausgewechselt.
Nach seiner Auswechselung kam Münster-Meinhövel am 8. Mai 1807 als Premierleutnant in das Freikorps „Marwitz“, erhielt aber am 11. Oktober 1807 seinen Abschied als Rittmeister. Am 23. November 1808 erhielt er die Genehmigung, seine alte Armeeuniform zu tragen. Er ging in österreichische Dienste, wo er am 24. Juli 1809 als Oberleutnant im Ulanen-Regiment „Erzherzog Karl“ angestellt und bereits am 6. November 1809 zum Rittmeister befördert wurde. Im Fünften Koalitionskrieg kämpfte er in den Schlachten bei Aspern, Wagram und der Schlacht bei Znaim. Im Jahr 1811 nahm er seinen Abschied aus österreichischen Diensten. Münster-Meinhövel ging am 9. November 1812 wieder in preußische Dienste und kam dort als Stabsrittmeister in das Brandenburgische Kürassier-Regiment. Am 21. September 1813 wurde er als Adjutant zum Oberst von Wrangel versetzt und in dieser Eigenschaft am 8. Dezember 1813 zum Rittmeister befördert. Während der Befreiungskriege kämpfte er in den Schlachten bei Großgörschen, Bautzen, Dresden, Kulm, Leipzig, Laon, Paris sowie den Gefechten bei Colditz, Görlitz, Haynau, Nollendorf, Liebertwolkwitz, Meaux, La Fere, Sezanne, Claye und der Belagerung von Luxemburg. Für Bautzen und Liebertwolkwitz erhielt er eine Belobigung und am 15. September 1813 für Dresden das Eiserne Kreuz II. Klasse sowie für Leipzig den Orden des Heiligen Wladimir IV. Klasse.
Am 29. März 1815 wurde Münster-Meinhövel Eskadronchef im 2. Leibhusaren-Regiment, dort wurde er am 1. April 1815 Major und am 8. September 1819 etatsmäßiger Stabsoffizier. Am 17. Februar 1822 wurde er dann in das Garde-Kürassier-Regiment aggregiert, am 9. Januar 1825 wurde er in das 5. Husaren-Regiment aggregiert. Dort wurde er am 30. März 1827 mit Patent vom 15. April 1827 zum Oberstleutnant befördert und am 30. März 1829 mit der Führung des 2. Leib-Husaren-Regiments beauftragt. Dort wurde er am 30. März 1830 zum Oberst mit Patent vom 13. April 1830 befördert sowie zum Kommandeur dieses Verbandes ernannt. Im Jahr darauf am 31. März 1831 wurde er auch in den Johanniter-Orden aufgenommen. Er erhielt am 18. Januar 1834 den Roten Adlerorden IV. Klasse und am 10. September 1834 den Roten Adlerorden III. Klasse mit Schleife. Am 29. Januar 1836 wurde er zunächst mit Pension zur Disposition gestellt, bevor er am 2. November 1836 seinen Abschied mit den Charakter als Generalmajor erhielt. Er starb am 6. November 1839 auf einer Reise nach Bern.

### Familie
Münster-Meinhövel heiratete am 10. April 1805 in Charlottenburg die Freiin Judith Friederike Elisabeth Dorothea von der Horst (* 21. September 1788; † 5. August 1844). Das Paar wurde am 12. September 1808 geschieden.
Am 20. August 1811 heiratete er im Berliner Dom Julie von der Marwitz (* 25. Januar 1789; † 19. Oktober 1872) aus dem Haus Friedersdorf, Tochter des Behrendt Friedrich August von der Marwitz. Sie war eine Hofdame der Prinzessin Wilhelmine von Preußen. Das Paar hatte mehrere Kinder:
- Georg († jung)
- Hugo Eberhard Leopold Unico (1812–1880), preußischer General ⚭ Bertha Eleonore Beatrix von der Marwitz (* 30. Juli 1817 in Friedersdorf; † 5. April 1879)
- Marianna Wilhelmine Luise Alexandrine Blanka (* 29. Oktober 1815; † 1818)